# Mario Calvo-Platero
Mario Calvo-Platero (Tripoli, 26 aprile 1954) è un giornalista italiano naturalizzato statunitense, già a capo della redazione statunitense del quotidiano economico Il Sole 24 Ore, attualmente è editorialista per la Repubblica e direttore responsabile per un'edizione del The New York Times International Edition.

## Biografia
È nato a Tripoli e ivi ha vissuto fino al 1967. Ha studiato Economia all'Università di Torino e successivamente Affari Internazionali alla Columbia University. Ha lavorato presso le Nazioni Unite, occupandosi di ricerca sulle banche transnazionali, e alla Republic National Bank di New York.
Dopo essersi trasferito negli Stati Uniti nel 1978 con una borsa di studio Fulbright, iniziò a scrivere corrispondenze per La Stampa in quello stesso anno. L'anno seguente divenne corrispondente per Il Sole 24 Ore per il quale fondò "Review Italy", una newsletter quindicinale redatta in lingua inglese, di economia, finanza e politica italiana il cui marchio è di proprietà di una società fondata da Platero nel 1989 e attiva fino al 2009, la European Business Digest Inc. Nel 1982 ha costituito la EMC Inc. (Economic & Management Consultants Inc.) che fornisce servizi giornalistici in tempo reale e di cui è stato presidente fino al 2017.
Ha intervistato alla Casa Bianca i presidenti Ronald Reagan, George Bush Sr., George W. Bush e Bill Clinton. Inviato di guerra durante il conflitto del Golfo del 1991, ha seguito in presa diretta l'attacco alle due torri dell'11 settembre 2001. È membro di varie associazioni tra cui l'International Institute for Strategic Studies (IISS) di Londra, la New York Financial Writers Association ed è presidente della Palazzo Strozzi Foundation USA.
Il 1º marzo 2017 viene cessato consensualmente il rapporto di lavoro con Il Sole 24 Ore, mantenendo però una collaborazione come editorialista e conduttore, fino al 29 dicembre 2017, della trasmissione America 24 su Radio 24. Il 28 febbraio 2018 ha terminato definitivamente la sua quasi trentennale collaborazione con Il Sole 24 Ore e a partire dal giorno successivo è diventato opinionista del quotidiano La Stampa. A partire da gennaio 2019, ha assunto anche l'incarico di direttore responsabile dell'edizione distribuita in Italia del The New York Times International Edition, per il quale è anche consulente.. Dal giugno 2020 è editorialista de La Repubblica.
Vive a New York con la moglie Ariadne Grace Beaumont e i suoi tre figli.

## Opere
- Rapporto Tower. Iran, ostaggi, armi, Contras, Achille Lauro, fondi neri… L'inchiesta che sconvolge l'America di Reagan, con Giuseppe Josca, prefazione di Arthur Schlesinger Jr., Milano, Edizioni del Sole 24 Ore, 1987.
- Il Modello Americano. Egemonia e consenso nell'era della globalizzazione, con Mauro Calamandrei, Milano, Garzanti, 1997. ISBN 978-88-117-3859-6.